# The League of Gentlemen (televisieserie)
The League of Gentlemen is de naam van een kwartet van Britse comedyschrijvers/acteurs en hun gelijknamige comedytelevisieserie, uitgezonden op BBC Two.
De serie van drie seizoenen en een kerstspecial, handelde over de bizarre en macabere verhalen van een aantal inwoners en bezoekers van het fictieve, desolate stadje 'Royston Vasey' (de echte naam van komiek Chubby Brown, die de burgemeester van het stadje speelt). Het programma was een combinatie tussen een sitcom en een sketchshow.
Enkele personages zijn:
- Edward en Tubbs: Twee uitbaters van een lokaal winkeltje die enkel lokale klanten dulden.
- Pauline Campbell-Jones: Een demonische werkloosheidsconsulente met een grote liefde voor pennen.
- Papa Lazarou: Een angstaanjagende circusdirecteur die vrouwen verzamelt.
- Herr Lipp: Een Duitse begeleider van een uitwisselingsproject die zichzelf 'The queen of Duisberg' noemt.
- Hilary Briss: Een slager die 'bijzonder' vlees verkoopt, wat uiteindelijk zorgt voor een bloedneusepidemie.
- Een geobsedeerde paddenfokker, een transseksuele taxichauffeur, een vervloekte dierenarts, etc.

## Achtergrond
De serie werd oorspronkelijk uitgezonden voor drie seizoenen van 1999 tot 2002, en werd gevolgd door een film The League of Gentlemen's Apocalypse en een toneelproductie The League of Gentlemen Are Behind You!, beide in 2005.
De BBC kondigde in augustus 2017 aan dat er drie nieuwe afleveringen zouden worden geproduceerd om de twintigste verjaardag van het eerste optreden van de groep op BBC Radio 4 te herdenken. De bovengenoemde afleveringen werden van 18 tot 20 december 2017 uitgezonden op BBC Two.